# Myrmecaelurus caudatus
Myrmecaelurus caudatus is een insect uit de familie van de mierenleeuwen (Myrmeleontidae), die tot de orde netvleugeligen (Neuroptera) behoort. 
Myrmecaelurus caudatus is voor het eerst wetenschappelijk beschreven door Navás in 1913.